# 蘇爾茨巴赫河 (美因河支流)
49°54′43″N 9°08′39″E / 49.91198°N 9.14425°E
蘇爾茨巴赫河（德語：Sulzbach），是德國的河流，位於該國東南部，由巴伐利亞負責管轄，屬於美因河的右支流，河道全長2.3公里，流域面積40.6平方公里。